# FEI Company

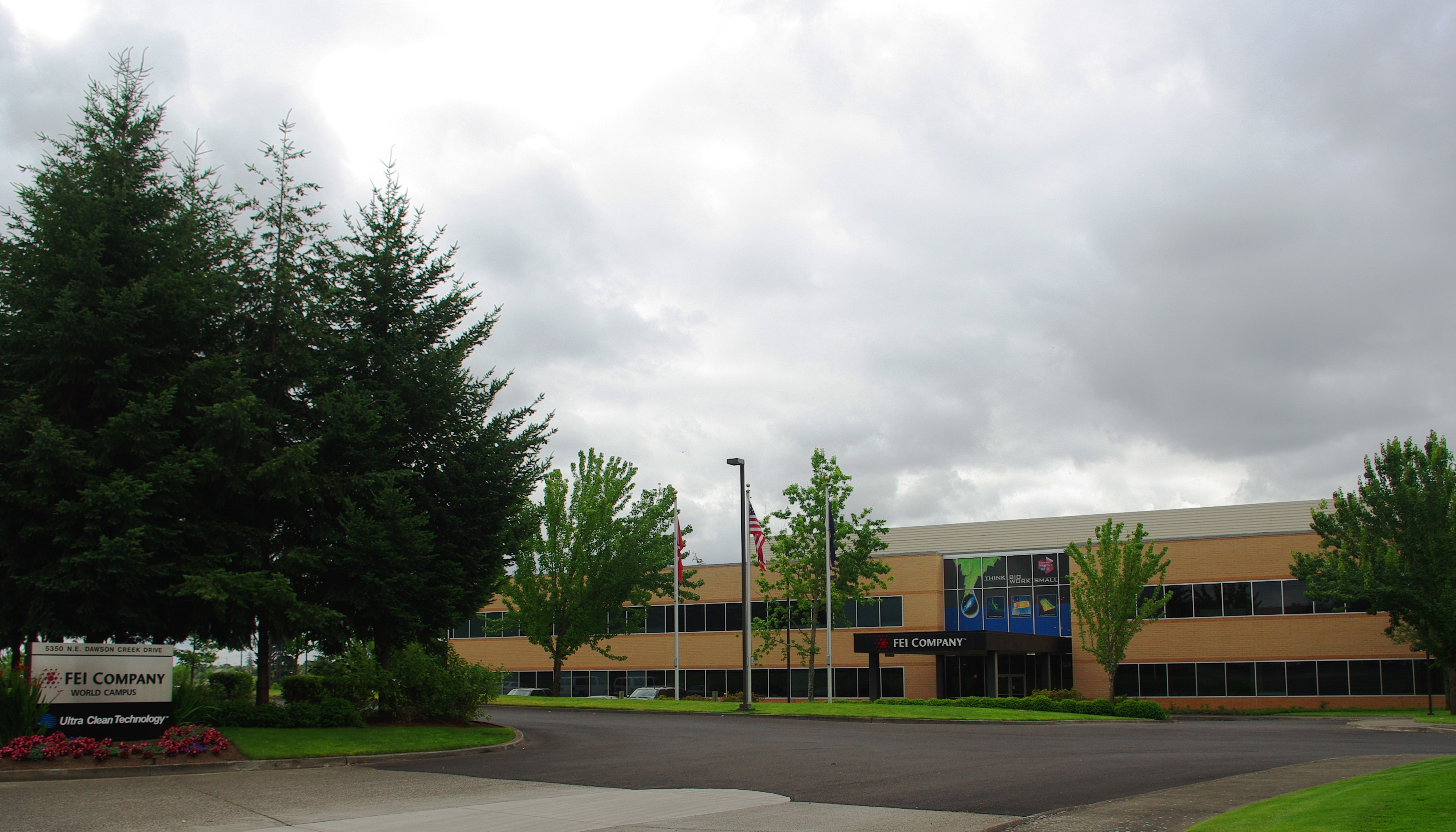

FEI Company, fundada em 1971, é um fornecedor estadunidense de ferramentas de microscopia eletrônica para pesquisadores, desenvolvedores e fabricantes trabalhando na nanoescala. Sediada em Hillsboro, Oregon, a empresa emprega 1.770 pessoas mundialmente.